# Спорт в Набережных Челнах
Набережные Челны — город с относительно молодой спортивной историей, но с уже сложившимися спортивными традициями, профессиональными командами и спортсменами высочайшего уровня.

## Спортивные клубы и команды

### Действующие

#### Футбольный клуб «КАМАЗ»

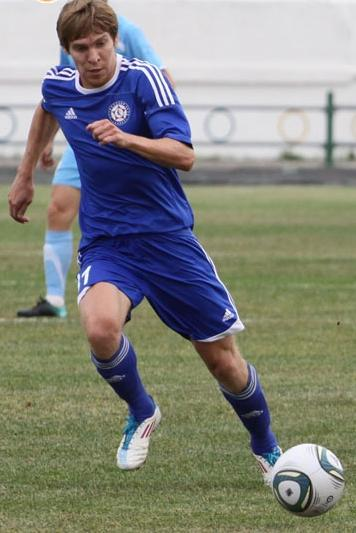
Футболист Олег Кожанов в годы выступления за футбольный клуб «КАМАЗ»

Футбол в Набережных Челнах берет своё начало с 1920-х годов. В него играли в основном на поляне соснового бора, что в старой части города. Это поле ушло под воду нижнекамского водохранилища. Но по-настоящему футбол прижился в связи с началом строительства автозавода «КАМАЗа» — в 1973 году. В этом году в Набережных Челнах появилась команда «Турбина», которая впоследствии играла в первенстве страны. Начиная с 1977 года команда КамГЭСэнергостроя в течение одиннадцати сезонов выступала во второй лиге чемпионата СССР. Одновременно с «гэсовской» командой, организовывались и команды заводов «КАМАЗа». Проводились чемпионаты города и автозавода.
11 ноября 1981 года на прессово-рамном заводе КАМАЗа была основана команда «Труд-ПРЗ» (в 1988 году команда была переименована в «Торпедо», с 1990 года — «КАМАЗ»).
С 1993 по 1997 год клуб выступал в Высшей лиге чемпионата России. В 1997 году из-за недостатка финансирования клуб покинул высшую лигу, а в следующем году — и первую лигу.
В 2003 году «КАМАЗ» выиграл зональное первенство второго дивизиона и в 2004—2012 годах выступал в первом дивизионе (ФНЛ), постоянно претендуя на выход в Премьер-лигу. В 2012 году покинул ФНЛ по финансовым причинам, и играл во втором дивизионе (Первенстве ПФЛ).
В настоящее время выступает в первом дивизионе ФНЛ.

#### Футбольный клуб «КАМАЗ-2»
Фарм-клуб основной команды «КАМАЗ». Основан в 1993 году. Играл в первенстве России во второй и третьей лигах ПФЛ в 1993—1997 годах. Лучшее достижение — 17-е место в 6-й зоне второй лиги в 1993 году. В 1998, 2004—2012 играл в первенстве России среди ЛФК. В настоящее время — молодёжная команда ФК «КАМАЗ», участвует в чемпионате Татарстана и кубке республики.

#### Хоккейный клуб «Челны»
Клуб основан 8 августа 2004 года. В 2004—2011 гг. команда выступала в первенстве России среди команд Первой лиги зоны «Поволжья». В сезоне 2011/12 команда была заявлена во вновь созданную Российскую хоккейную лигу (дивизион «Запад»). По итогам регулярного сезона команда заняла в дивизионе «Запад» 11-е место. 25 июня 2012 года руководство клуба заявило о намерении вступить в МХЛ
. 27 июля 2012 года ХК «Челны» был принят в состав участников Первенства МХЛ
.

#### Волейбольный клуб «Динамо»
На протяжении нескольких лет выступал в Высшей лиге Б — Чемпионата России по волейболу среди мужских команд. С 2012 года из-за финансовых трудностей клуб вынужден был продолжить выступление в Первой лиге Чемпионата России.

#### «КАМАЗ-Мастер»

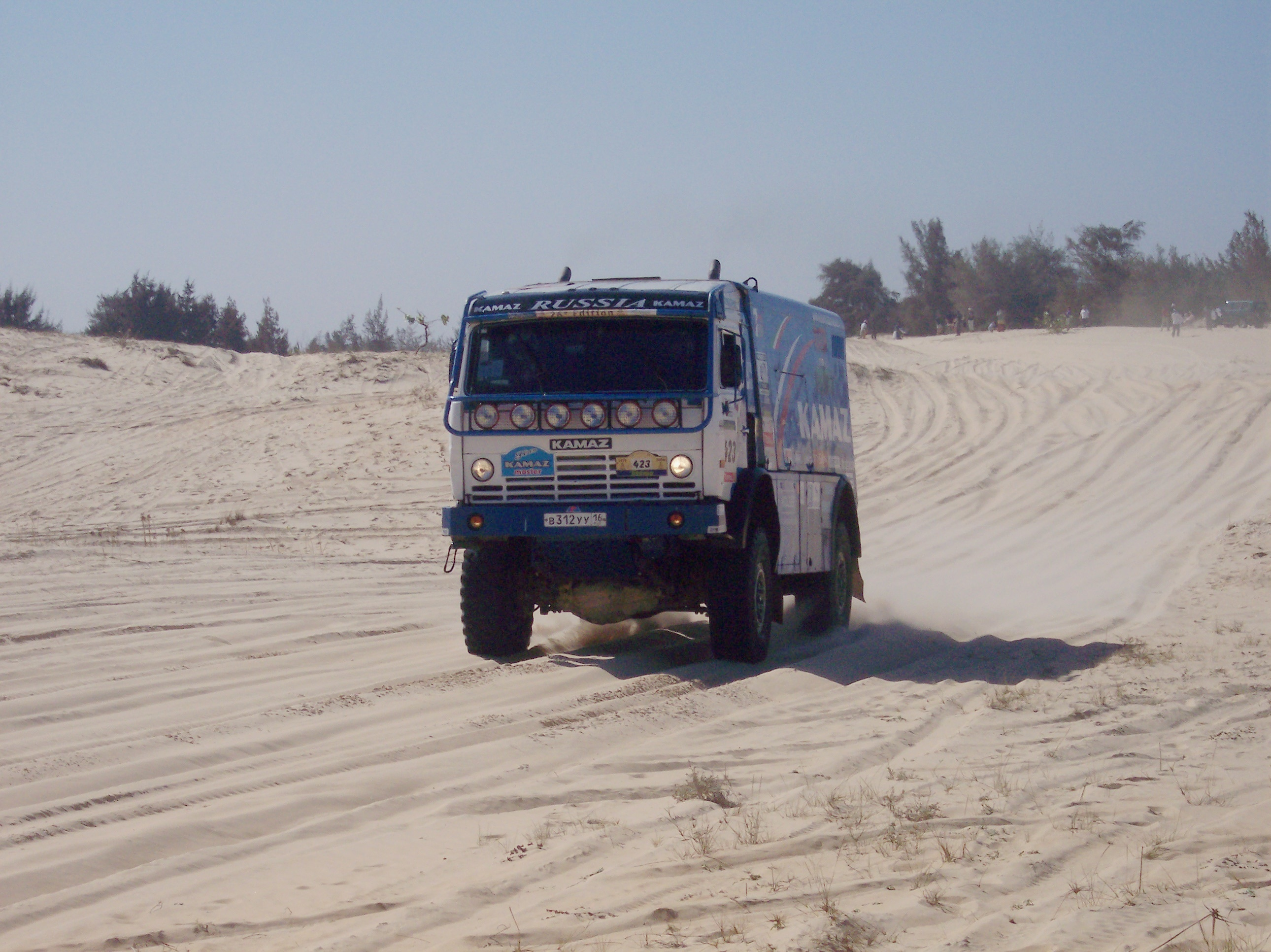
Гоночный грузовик КАМАЗ на одном из этапов ралли Лиссабон-Дакар (2004 год)

Команда по ралли-рейдам, связанная с автозаводом КАМАЗ. Экипажи «КАМАЗ-мастер» 11 раз становились победителями ралли «Дакар» (ранее «Париж — Дакар»). В состав команды входят 5 обладателей Кубка мира, 8 мастеров спорта международного класса. «КАМАЗ-Мастер» признана одной из сильнейших команд мирового автоспорта в классе спортивных грузовиков. Команда КАМАЗ-мастер принимала участие в следующих ралли: Дакар, «Шелковый путь — серия Дакар», Дезерт Челлендж, Хазарские степи 2010, этап чемпионата России «Калмыкия», Кубок России, Оптик 2000 Тунис, Италиан Бажа, Мастер-Ралли, Пор Лас Пампас, Трансориенталь, Ралли Востока — Каппадокия, Ралли Востока и др.

### Прекратившие существование

#### Футбольный клуб «Турбина»

Футбольный клуб «Турбина». 1973 год

Клуб был основан в 1973 году на базе коллектива физкультуры производственного объединения «Камгэсэнергострой». С 1977 по 1987 год на протяжении 11 сезонов команда выступала в зональном турнире второй лиги Чемпионат СССР по футболу. Всего за 11 проведенных во второй лиге сезонах «Турбина» провела 384 матча, в которых одержала 126 побед, 83 раза сыграла вничью и 175 раз проиграла. Разница забитых и пропущенных мячей составила 384-525. Наибольшее количество мячей за сезон – 14 удалось забить Ивану Буталию в 1983 году. Лучшими бомбардирами «Турбины» за годы проведённые во Второй лиге являются: Юрий Кузнецов, Валерий Дяблов, Иван Буталий, Вячеслав Мадянов, Пётр Самсоненко, Сергей Кириллов, Виктор Паламарчук, Владимир Барышев, Дмитрий Смирнов. В 2024 году  клуб был возрождён под именем «Турбина-Строитель». В настоящее время команда выступает в Первенстве Республики Татарстан.

#### Футбольный клуб «Сатурн»

Футбольный клуб «Сатурн». 2001 год

Команда была образована 20 сентября 2001 года по инициативе генерального директора ООО «Сатурн» Равиля Файрузова. Клуб выступал в чемпионатах города, Республики Татарстан, первенстве МФС «Приволжье», во втором дивизионе Чемпионата России. По итогам сезон 2006 года, проведённым в чемпионате Татарстана, в связи с финансовыми трудностями команда была расформировна.

#### Футбольный клуб «КамАЗавтоцентр»
Клуб, существовавший с 1990 по 1995 год. В первом сезоне выступал под названием «КАЦ-Скиф». Принимал участие в чемпионате Татарстана и во втором дивизионе Чемпионата России. Лучшее достижение в первенстве России — 5 место в 6 зоне второй лиги в 1993 году.

#### Женский футбольный клуб «КАМАЗ»

Женский футбольный клуб «КАМАЗ». 1995 год

Клуб был образован в сентябре 1992 года при поддержке руководства завода КамАЗ. В 1993—1994 годах команда выступала во второй лиге чемпионата России. В 1994 году команда одержала победу в международном турнире на Кубок города Мессина в Италии. В 1995 году, выиграв турнир в первой лиге, команда завоевала путёвку в высшую лигу. В 1996 году «КАМАЗ» занял 7-е место среди сильнейших команд страны и выиграл международный турнир «Кубок Сардинии» в Италии. В начале 1997 года в связи с отсутствием финансирования команда была расформирована.

#### Мотобольный клуб «Сатурн»

Мотобольная команда «Домостроитель» (1980-е годы)

Мотобол в Набережных Челнах имеет более чем 30-летнюю[уточнить] историю. В конце 1970-х годах в городе появилась единственная в Республике Татарстан мотобольная команда — «Домостроитель». Позднее для команды был построили трек за автовокзалом в посёлке ЗЯБ. В 1989 году мотобольная команда Набережных Челнов стала чемпионом первой лиги союзного первенства, в 1996 году — чемпионом России. В начале 2000-х годов клуб сменил название на «Сатурн». Однако в дальнейшем в связи с недостаточным финансированием клуб вынужден был прекратить своё существование.

## Спортивные сооружения

### Стадионы

#### «КАМАЗ»

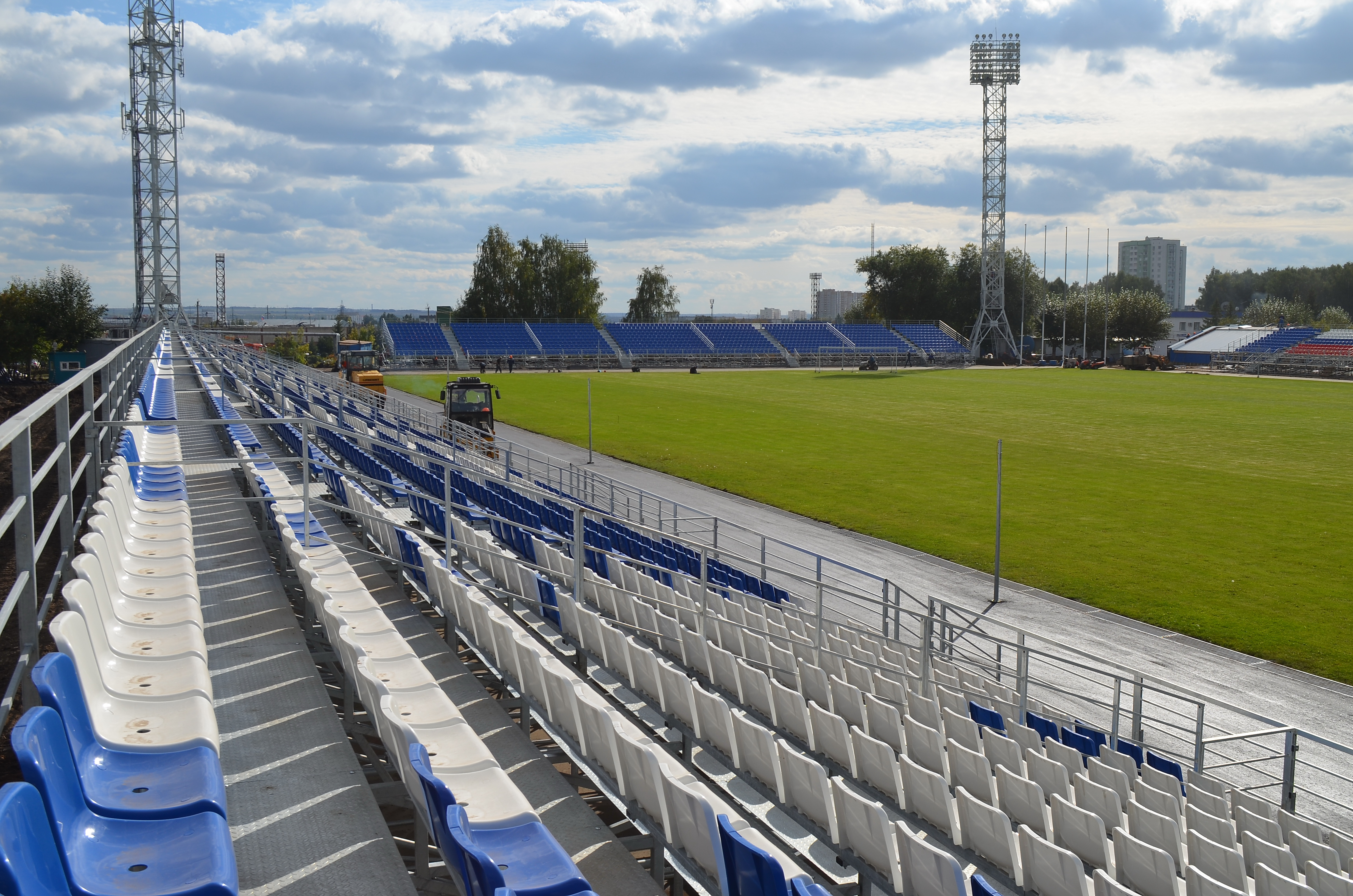
Стадион «КАМАЗ»

Стадион, расположенный в парке «Гренада», используется для проведения футбольных матчей футбольного клуба «КАМАЗ». Стадион был построен в 1977 году. Первый официальный матч прошел 23 августа 1988 года с клубом «Металлург» (Магнитогорск). Матч посетило 5500 зрителей. За свою историю стадион подвергался трём реконструкциям. В 1996 году появилось поле с подогревом. В 2003 году на все трибуны были установлены пластиковые сиденья, а также обновлены освещение и электронное табло. В 2015 году была проведена масштабная реконструкция стадиона с полным сносом всех имеющихся трибун и возведением на их месте новых из лекговозводимых металлических конструкций, общей вместимостью 6248 зрителей. Также было возведено новое трёхэтажное административно-бытовое здание, построено два общественных туалета, заменено освещение и табло на стадионе, установлена система видеонаблюдения.
Молодёжная команда ФК «КАМАЗ» играет на «малой арене» (одном из полей со зрительскими местами) стадиона.
28 августа 2020 года в парке «Гренада» рядом со стадионом «КАМАЗ» был открыт футбольный манеж «Победа» с футбольным полем размерами 90 на 45 метров и тренажёрным залом. Назван в честь 75-летия Победы в Великой Отечественной войне. Строительство проходило с декабря 2019 года в рамках республиканского проекта (помимо манежа в Набережных Челнах был также открыт манеж в Нижнекамске и два — в Казани). Выполняет тренировочные функции для ДЮСШ. Перешёл на баланс спортшколы «Строитель».

#### «Строитель»

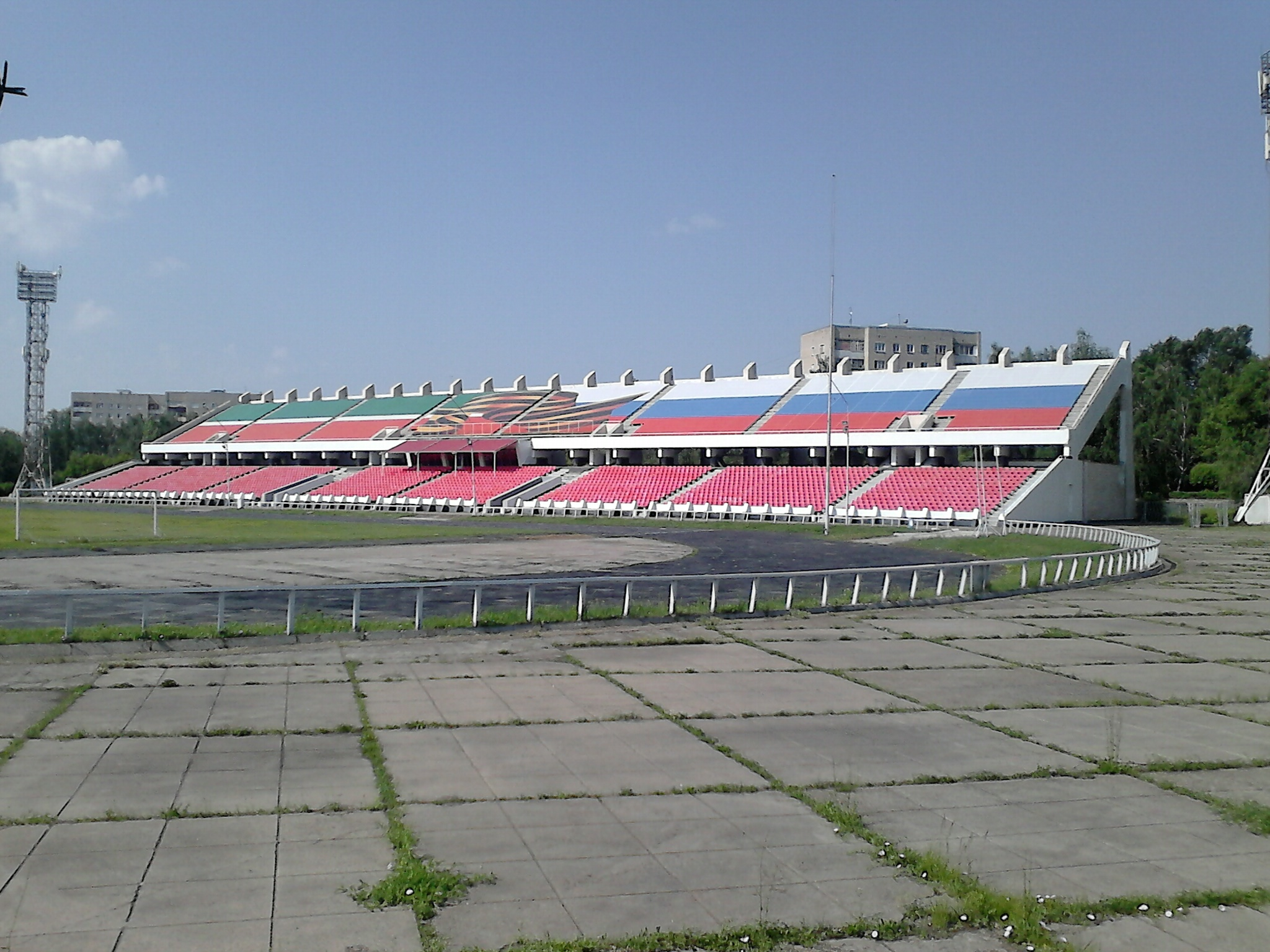
Стадион «Строитель»

Единственный стадион в Старой части города. Открыт в 1979 году. Включает в себя футбольное поле с естественным покрытием, беговые дорожки, две трибуны на 9120 мест. Также на стадионе оборудованы специализированные залы для занятий боксом, аэробикой. С 2001 по 2006 г. являлся домашним стадионом футбольного клуба «Сатурн». Сегодня[когда?] стадион является традиционным местом проведения городских праздников, таких как День Победы, Сабантуй, День строителя. Кроме этого, на его поле проходят спартакиада медицинских работников, республиканские соревнования по пожарно-прикладному спорту и многие другие соревнования.

### Ледовые арены

#### Дворец спорта

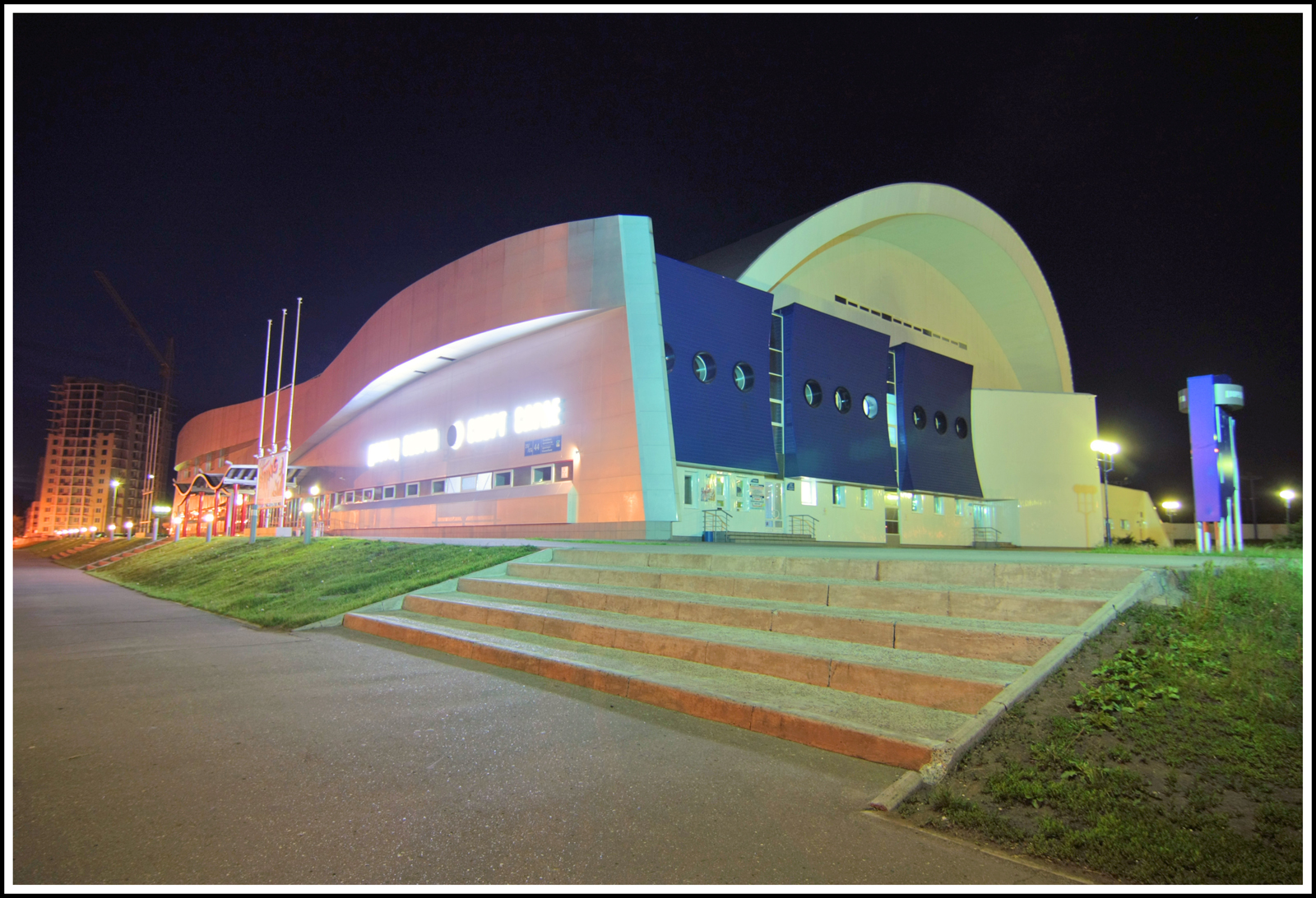
Ледовый дворец спорта

Первый в городе крытый Ледовый дворец, был открыт 1 сентября 2005 года и представляет собой многофункциональное сооружение — помимо основного хоккейного корта, раздевалок для гостей и хозяев, оздоровительно-восстановительного центра, во Дворце существует также хореографический зал площадью 109 квадратных метров, акробатический зал — 87,6 квадратных метров и тренажерный зал общей площадью 105 квадратных метра. Является домашней ареной хоккейного клуба «Челны».

#### Физкультурно-оздоровительный комплекс «Единая Россия»
Воздухоопорное спортивное сооружение с искусственным льдом, открытое в 2007 году в поселке ЗЯБ (улица Низаметдинова, 29А, рядом с клубом «Колизей»). Включает в себя ледовый каток, трибуны на 200 мест, тренажёрный зал, зал аэробики, восстановительный центр.

#### Ледовый дворец «КАМАЗ»
В 2020 году в районе 52-го комплекса на улице 40 лет Победы был открыт ледовый дворец «КАМАЗ» — крытый каток с искусственным льдом. На открытии объекта мэром города Наилем Магдеевым было отмечено, что название отражает «дань уважения труженикам многотысячного коллектива КАМАЗа, которые работали и трудились в разное время»

### Спортивные комплексы

#### «Олимпийский»
Спортивный комплекс был открыт в декабре 1979 года. В «Олимпийском» базируются четыре отделения по видам спорта, развивая плавание, дзюдо, самбо, борьбу на поясах, бокс, акробатику, а также секции оздоровительной гимнастики и аэробики, оздоровительного и сколиозного плавания.

#### «Яр Чаллы»
Крупнейший крытый спортивный комплекс в Набережных Челнах. Расположен в посёлке ГЭС. Включает в себя: легкоатлетический манеж — площадью 2011 м²., гимнастический зал — площадью 1006 м²., игровой зал — площадью 1005 м²., велозал — площадью 95 м²., а также зал хореографии и восстановительный центр.

#### «Витязь»
Спорткомплекс был построен «Домостроительным комбинатом» города Набережные Челны в 1977 году. Расположен в поселке ЗЯБ. Проект спортивного комплекса был разработан Маратом Бибишевым, он же и выступил главным инициатором строительства.

### Бассейны

#### «Дельфин»
Расположен в посёлке ГЭС. Строился в период с 1982 по 1985 г. С момента открытия плавательный бассейн начал принимать участников соревнований различного уровня. — всесоюзные соревнования по плаванию на призы газеты «Пионерская правда», первенство России по морскому многоборью, первенство России по подводному плаванию, чемпионаты первенства Республики Татарстан по плаванию и синхронному плаванию, 7 сентября 2003 года принимал участников 1 Спартакиады учащихся России по синхронному плаванию. В 2004 году проведено зональное первенство России по плаванию. За 25 лет работы плавательного бассейна «Дельфин» его посетило более 5 миллионов человек. В день бассейн посещает около одной тысячи людей.

#### «Дулкын»
Бассейн был построен «Домостроительным комбинатом» города Набережные Челны в 1983 году. Расположен в поселке ЗЯБ. С момента ввода в эксплуатацию, основным направлением плавательного бассейна являлось оздоровление населения города, оздоровительное плавание. С 2002 года плавательный бассейн получил спортивное направление.

#### «Альбатрос»
Открыт 1 сентября 2016 года в парке «Гренада». Самый большой бассейн в городе (с 10 дорожками, длина чаши — 50 м, ширина — 26 м, глубина — до 3,2 м).

#### «Юбилейный»
Открыт в 4 июня 2020 года. Построен в рамках федерального проекта «Спорт — норма жизни» национального проекта «Демография». Расположен в 29-м комплексе. Вмещает две плавательные чаши (взрослая — 6 дорожек длиной 25 м, и детская — 6 на 10 м), имеются тренажёрный зал, зал «сухой разминки», помещания для методических и учебных занятий и другие. Название выбрано в связи с юбилейными датами, приходящимися на 2020 год: 100-летие образования Татарской ССР, 75-я годовщина Победы в Великой Отечественной войне и 90-летие присвоения Набережным Челнам статуса города. Рассчитан на ежедневный поток до 600 человек, а также для занятий воспитанников СШОР «Дельфин» и учащихся близлежащих общеобразовательных школ. «Юбилейный» стал 17-м бассейном в городе..

## Детско-юношеские спортивные школы
В Набережных Челнах работают[когда?] 17 детско-юношеских школ и специальных школ олимпийского резерва, в которых развиваются 28 видов спорта с общей численностью занимающихся 10892 человек:
- ДЮСШ «Яр Чаллы»
- «ДЮСШ № 11»
- «ДЮСШ № 10»
- СДЮСШОР № 12
- ДЮСШ «Этюд»
- ДЮСШ «Челны»
- «Тулпар»
- «Витязь»
- ДЮСШ «Виктория»
- «Дельфин»
- ДЮСШОР «Олимпийский»
- ДЮСШ «Титан»
- «Челны-Экстрим»
- ДЮСШ «Комсомолец»
- ДЮСШ «Заря»
- ДЮСШ «Строитель»
- ДЮСШ единоборств «Кэмпо»

## Известные спортсмены

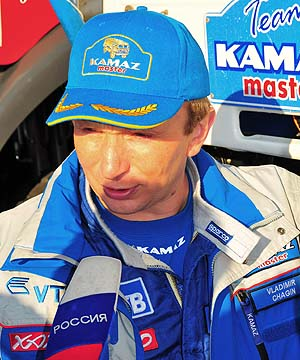
Владимир Чагин

- Гульнара Галкина-Самитова — легкоатлетка, первая в истории олимпийская чемпионка на дистанции 3000 м с препятствиями. Обладательница мирового рекорда в беге на 3000 метров с препятствиями.
- Владимир Чагин — пилот команды «КАМАЗ-мастер», семикратный победитель «Ралли Дакар».
- Фирдаус Кабиров — пилот команды «КАМАЗ-мастер», двукратный победитель «Ралли Дакар».
- Алексей Зацепин — пловец, мастер спорта международного класса, победитель Чемпионата Европы, участник XXVIII Олимпийских игр.
- Энже Хамидуллина — заслуженный мастер спорта России, шестикратная чемпионка Европы, пятикратная чемпионка мира по армспорту.
- Фирая Султанова-Жданова — заслуженный мастер спорта России и Республики Татарстан, участница Олимпийских игр в Атланте в 1996 году в беге на 10 000 метров, экс-рекордсменка России на марафоне в категории мастерс (старше 40 лет).
- Алексей Валерьевич Казаков — Волейбол, призёр олимпийских игр.
- Тансыкужина Тамара — международный гроссмейстер по стоклеточным шашкам, семикратная чемпионка мира среди женщин.
- Михеев Станислав — международный мастер по шахматам, двукратный чемпион мира и четырехкратный чемпион Европы по НОДА.